# I Am the Avalanche
I Am the Avalanche est un groupe américain de punk rock, originaire de Brooklyn, New York. Le nom du groupe provient d'un texte écrit par Vinnie Caruana pour une chanson qui a été abandonnée par la suite. La phrase apparaît également dans le poème Oh, Immobility, Death's Vast Associate de Stephen Dobyns ; cependant, Caruana maintient qu'il s'agit d'une coïncidence, et qu'il n'était pas au courant de l'existence du poème.

## Histoire
I Am the Avalanche est formé par le chanteur Vinnie Caruana après la séparation de son groupe précédent The Movielife, et après un court passage dans Head Automatica. Le groupe comprend également le batteur Brett « The Ratt » Romnes (qui produira les albums), et le guitariste Brandon Swanson (ancien remplaçant de Further Seems Forever), le guitariste Michael Ireland et Kellen Robson, l'ancien bassiste du groupe de Long Island Scraps and Heart Attacks, sont également membres du groupe. En plus de s'occuper du chant, Caruana joue parfois de la guitare sur certaines chansons comme This is Dungeon Music, ce qui donne au groupe une attaque à trois guitares. 
Le groupe fait une tournée au Royaume-Uni avant de jouer en Amérique, jouant deux concerts pendant le week-end d'Halloween en octobre 2004. Peu après, le 27 septembre 2005, ils sortent leur premier album éponyme, produit par le batteur Barrett Jones sur Drive-Thru Records. L'album reçoit une couverture médiatique importante et de bonnes critiques pour la plupart,,,.
En septembre 2013, il a été annoncé que I Am the Avalanche entre aux studios The Barber Shop pour commencer à enregistrer leur troisième album studio, et peu de temps après, le guitariste Mike Ireland annonce son départ du groupe. Le 8 janvier 2014, le groupe annonce via sa page Facebook que son troisième album studio, intitulé Wolverines, sortirait le 17 mars de la même année sur I Surrender Records.
Le 20 novembre 2020, I Am The Avalanche sort son quatrième album studio, Dive, qui voit le retour d'Ireland au sein du groupe.

## Discographie

### Albums studio
- 2005 : I Am the Avalanche
- 2011 : Avalanche United
- 2014 : Wolverines
- 2020 : Dive

### Splits
- 2005 : The Early November/I Am the Avalanche
- 2007 : Bayside/I Am the Avalanche
- 2011 : Bayside/Saves the Day/I Am the Avalanche/Transit